# Nik Mayr

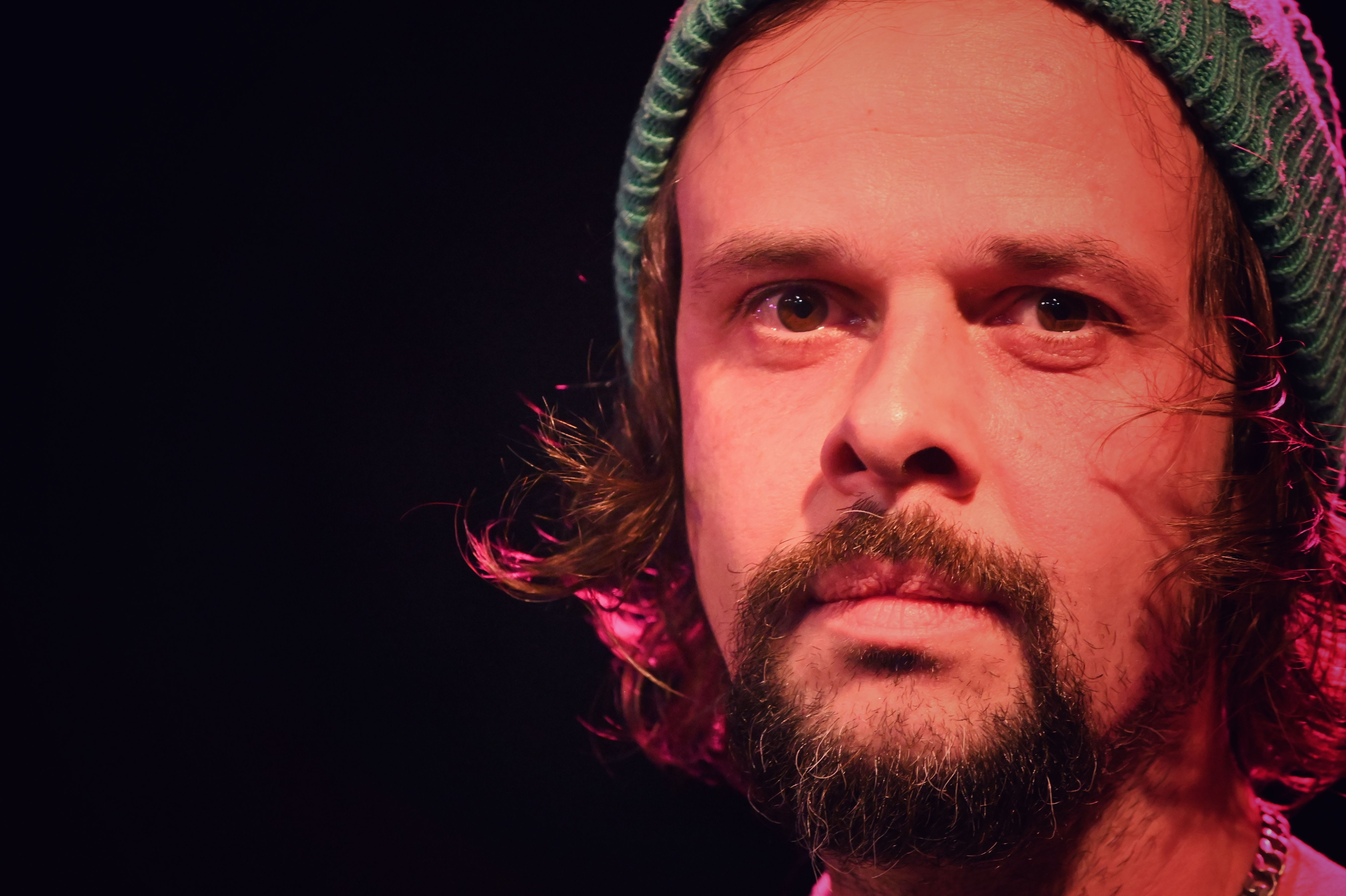
Nik Mayr (2024)

Nik Mayr (* 1982 als Dominik Mayr in Montpellier und aufgewachsen in Altötting) ist ein deutscher Schauspieler und Regisseur. Er ist im dreiköpfigen Leitungsteam des privaten Theater Wasserburg in Wasserburg am Inn.

## Leben
Gemeinsam mit Bernhard Höfellner rief er 2002 den ersten Burghauser Poetry Slam ins Leben. 2006 folgte mit Rumpelstilzchen. Kein Kindermärchen eine erste Regiearbeit am Cabaret des Grauens (ebenfalls gemeinsam mit Höfellner, siehe Plakat). Ein Schauspielstudium absolvierte Mayr nicht. Er studierte Religionswissenschaft (M.A.) an der Ludwig-Maximilians-Universität in München.
Seit der Spielzeit 2006/07 ist Nik Mayr am Theater Wasserburg (bis 2016 Belacqua Theater Wasserburg) als Techniker und Schauspieler, seit 2007 auch als Regisseur tätig und gehörte zur „Kerntruppe von Theaterschaffenden […], die dem Theater sein unverwechselbares Profil gegeben hat“. Am 27. Februar 2015 brachte er Wolfgang Borcherts Jugenddrama (gemeinsam mit Günter Mackenthun) Käse. Die Komödie des Menschen zur Uraufführung. In der darauffolgenden Spielzeit folgte Borcherts Draußen vor der Tür, so dass dem Theater Wasserburg nachgesagt wurde, „es sei die Bühne, die mehr Wolfgang-Borchert-Stücke auf dem Spielplan hat, als alle anderen. Pointe: Es sind genau zwei.“ Die Wolfgang-Borchert-Gesellschaft holte 2017 die Produktionen für ein Gastspiel ans Ernst-Deutsch-Theater nach Hamburg.
 

2016 erhielt Mayr für seine Arbeit den Bayerischen Kunstförderpreis in der Sparte Darstellende Kunst. Nach dem Tod des Theaterleiters Uwe Bertram übernahm Mayr während der Spielzeit 2022/23 gemeinsam mit Annett Segerer und Constanze Dürmeier die künstlerische Leitung des Theater Wasserburg (vormals: Belacqua Theater Wasserburg).

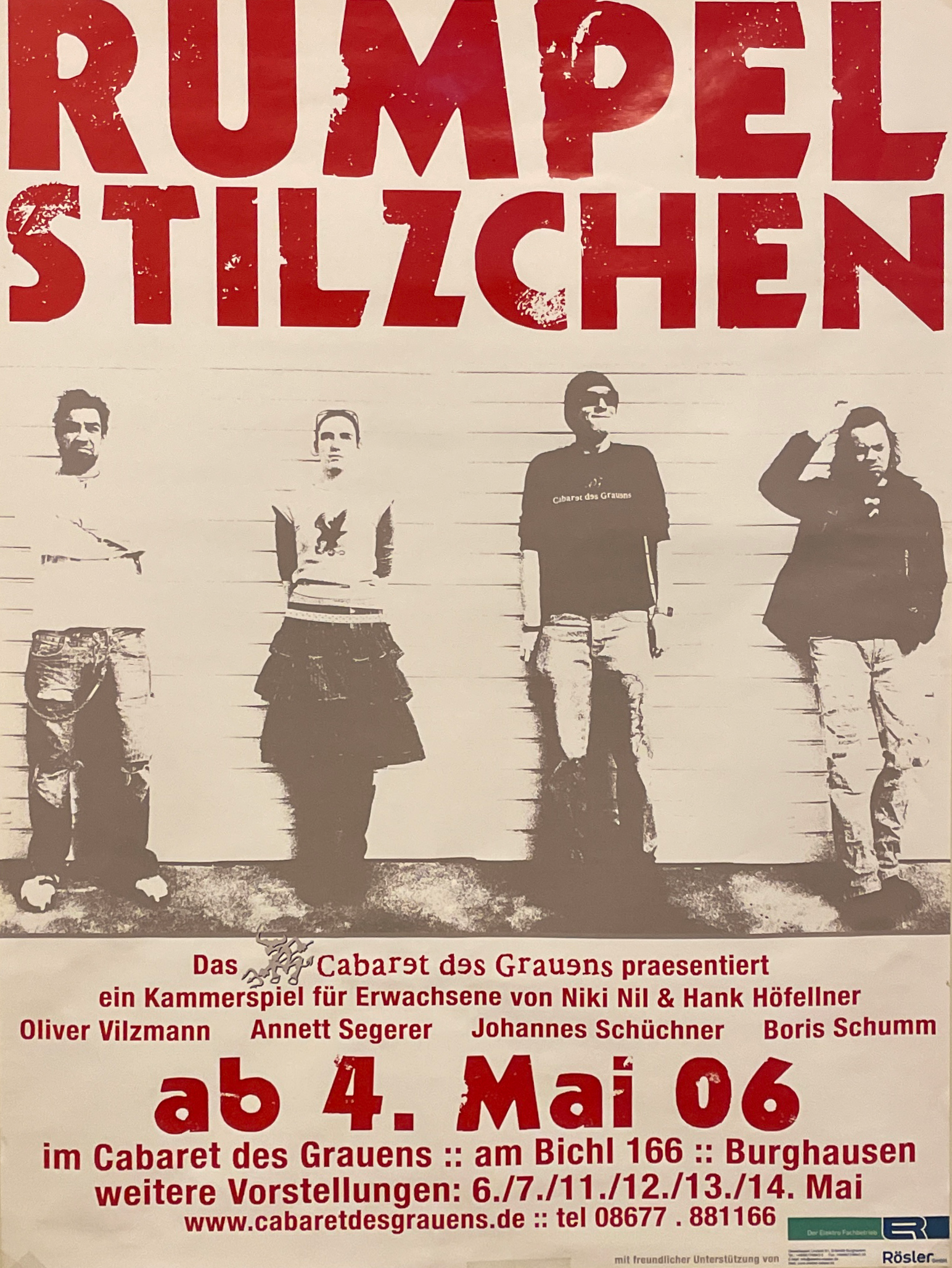
Plakat für Rumpelstilzchen, 2006 (mit Oliver Vilzmann, Annett Segerer, Johannes Schüchner und Boris Schumm)

## Regiearbeiten (Auswahl)
Nik Mayr inszeniert seit 2007 regelmäßig am Theater Wasserburg (bis 2016 Belacqua Theater Wasserburg):
- 2007: Frühlings Erwachen (von Frank Wedekind) – Belacqua Theater Wasserburg[16]
- 2011: Urfaust (von Johann Wolfgang von Goethe) – Belacqua Theater Wasserburg[17]
- 2015: Käse. Die Komödie des Menschen (von Wolfgang Borchert und Günter Mackenthun), UA[18] – Belacqua Theater Wasserburg – Eingeladen zu den 33. Bayerischen Theatertagen in Bamberg 2015[19]
- 2016: Draußen vor der Tür (von Wolfgang Borchert) – Belacqua Theater Wasserburg[20]
- 2017: Glaube, Liebe, Hoffnung (von Ödön von Horváth) – Theater Wasserburg[21] – Eingeladen zu den 36. Bayerischen Theatertagen in Fürth 2018[22]
- 2017: Heiliger Krieg (von Rainald Goetz) – Theater Wasserburg[23]
- 2018: Die 13½ Leben des Käpt'n Blaubär (von Walter Moers, in einer Livehörspiel-Fassung von Constanze Dürmeier und Nik Mayr) – Theater Wasserburg[24]
- 2019: Peer Gynt (von Henrik Ibsen) – Theater Wasserburg[25]
- 2020: Drei Schwestern (von Anton Tschechow) – Theater Wasserburg (gemeinsam mit Uwe Bertram)[26]
- 2021: Die Nashörner (von Eugène Ionesco) – Theater Wasserburg (gemeinsam mit Uwe Bertram)[27]
- 2022: Werther (nach Johann Wolfgang von Goethe) – Theater Wasserburg[28]
- 2023: Nachtasyl (von Maxim Gorki) – Theater Wasserburg[29]
- 2024: Ein Schluck Erde (von Heinrich Böll) – Theater Wasserburg[30]
- 2024: Die Räuber (von Friedrich Schiller) – Theater Wasserburg[31]
- 2025: König Lear (von William Shakespeare) – Theater Wasserburg[32]

Außerdem erarbeitete Nik Mayr sowohl am Cabaret des Grauens, wie auch am Theater Wasserburg mehrere Lesungskonzepte. Zuletzt die inzwischen seit beinahe zehn Jahren laufende Lesereihe Betreutes Trinken.
Stücke
- Quijote. C’est moi (nach dem Roman von Miguel de Cervantes, mit Musik von Oliver Vilzmann) – Uraufführung 2008, Regie: Konstantin Moreth[34]
- Rumpelstilzchen. Kein Kindermärchen (nach den Gebrüdern Grimm, gemeinsam mit Bernhard Höfellner als "Niki Nil & Hank Höfellner") – Uraufführung 2006, Regie: Nik Mayr und Bernhard Höfellner (siehe auch Plakat)

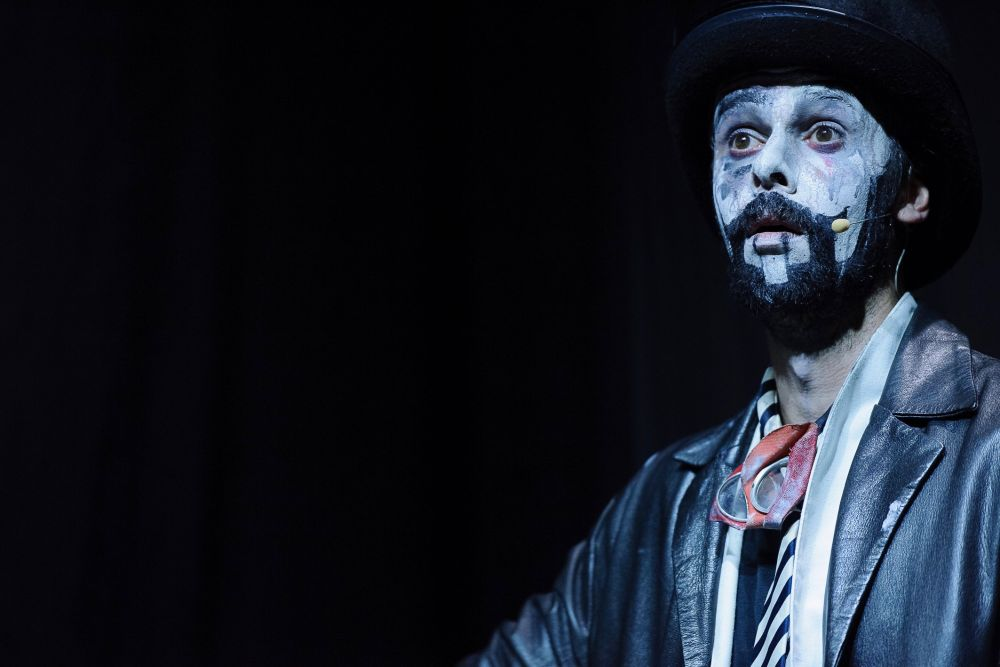
Nik Mayr als Bagheera in Das Dschungelbuch, 2018 (Foto: Christian Flamm)

## Schauspiel (Auswahl)
- 2006: Roger in Deutschlandreise (von Mario Eick nach Roger Willemsen; Regie: Mario Eick), UA – Belacqua Theater Wasserburg/Cabaret des Grauens (Burghausen)
- 2008: Haimon in Antigone (von Sophokles; Regie: Annett Segerer) – Belacqua Theater Wasserburg
- 2009: Hamlet (von William Shakespeare; Regie: Uwe Bertram) – Belacqua Theater Wasserburg
- 2011: Robert in The Black Rider (von William S. Burroughs sowie Tom Waits und Robert Wilson; Regie: Uwe Bertram) – Belacqua Theater Wasserburg[35] – Eingeladen zu den 30. Bayerischen Theatertagen in Augsburg 2012[36]
- 2012: Grinsekatze/Haselmaus/Humpty Dumpty/u.a. in Alice (von Paul Schmidt sowie Tom Waits und Robert Wilson; Regie: Uwe Bertram) – Belacqua Theater Wasserburg[37]
- 2013: Camille in Dantons Tod (von Georg Büchner; Regie: Uwe Bertram) – Belacqua Theater Wasserburg
- 2013: Woyzeck/Doktor/Marie in Woyzeck (von Georg Büchner sowie Tom Waits und Robert Wilson; Regie: Uwe Bertram) – Belacqua Theater Wasserburg[38] – Eingeladen zu den 31. Bayerischen Theatertagen in Nürnberg 2013
- 2016: Pinneberg in Kleiner Mann – was nun? (nach dem gleichnamigen Roman von Hans Fallada, in einer Fassung von Constanze Dürmeier; Regie: Uwe Bertram) – Belacqua Theater Wasserburg[39] – Eingeladen zu den 35. Bayerischen Theatertagen in Hof 2017
- 2018: Bagheera in Das Dschungelbuch (von Frank Piotraschke nach dem gleichnamigen Roman von Rudyard Kipling; Regie: Uwe Bertram), UA – Theater Wasserburg[40]
- 2022: Wang in Die wahre Geschichte des Ah Q (von Christoph Hein, in einer Bearbeitung von Nik Mayr; Regie: Uwe Bertram) – Theater Wasserburg[41]
- 2023: Möbius/Inspektor in Die Physiker (von Friedrich Dürrenmatt; Regie: Annett Segerer) – Theater Wasserburg[42]

## Bühnenmusik
Neben seiner Tätigkeit als Schauspieler und Regisseur ist Nik Mayr auch gelegentlich als Liedermacher, Komponist und Bühnenmusiker tätig. 2008 schrieb er gemeinsam mit Daniel Matheis für das Theater an der Rott (Eggenfelden) die Songs für das Musical Herzen im Zwielicht (Buch und Regie: Brian Lausund). Nik Mayr vertonte Borchert-Texte für die Inszenierung von Käse. Die Komödie des Menschen am Theater Wasserburg, schrieb Lieder für Uwe Bertrams Peter-Pan-Musical 2016 und zeichnete für das Sounddesign von Leonce + Lena – ebenfalls unter der Regie von Uwe Bertram – verantwortlich. Die Produktion wurde in der Fachzeitschrift Theater heute von Christoph Leibold als beste dramaturgische Leistung der Spielzeit 2019/20 nominiert.
Musiktheaterkompositionen
- Peter Pan (von James M. Barrie), Songs – 2016[48]
- Käse. Die Komödie des Menschen (von Wolfgang Borchert und Günter Mackenthun), Songs – 2015[49]
- Herzen im Zwielicht (von Brian Lausund), Songs (gemeinsam mit Daniel Matheis, Arr.: Hans Attenberger) – 2008[50]